# توم ماثيوز
توم ماثيوز (بالإنجليزية: Tom Matthews)‏ هو سياسي بريطاني (وحمل سابقاً جنسية المملكة المتحدة لبريطانيا العظمى وأيرلندا)، ولد في 1920، وتوفي في 18 أكتوبر 2002.